# Jovanja
Jovanja (serbisch-kyrillisch Јовања) ist ein Dorf im Westen Serbiens.
Das Dorf liegt in der Opština Valjevo, im Okrug Kolubara. Jovanja hatte bei der Volkszählung 2011 279 Einwohner, während es 2002 noch 310 Einwohner waren. Nach den letzten drei Bevölkerungsstatistiken fällt die Einwohnerzahl weiter.
Die Bevölkerung setzt sich aus Serben zusammen. Das Dorf besteht aus 99 Haushalten. Jovanja liegt am Fluss Jablanica, einem der zwei Zuflüsse der Kolubara.

## Religion
Im Dorf steht die im 15. Jahrhundert oder 16. Jahrhundert erbaute Serbisch-orthodoxe Kirche-zur-Geburt-des Hl.-Johannes-des-Täufers,  Klosterkirche des Manastir Jovanja.

## Galerie

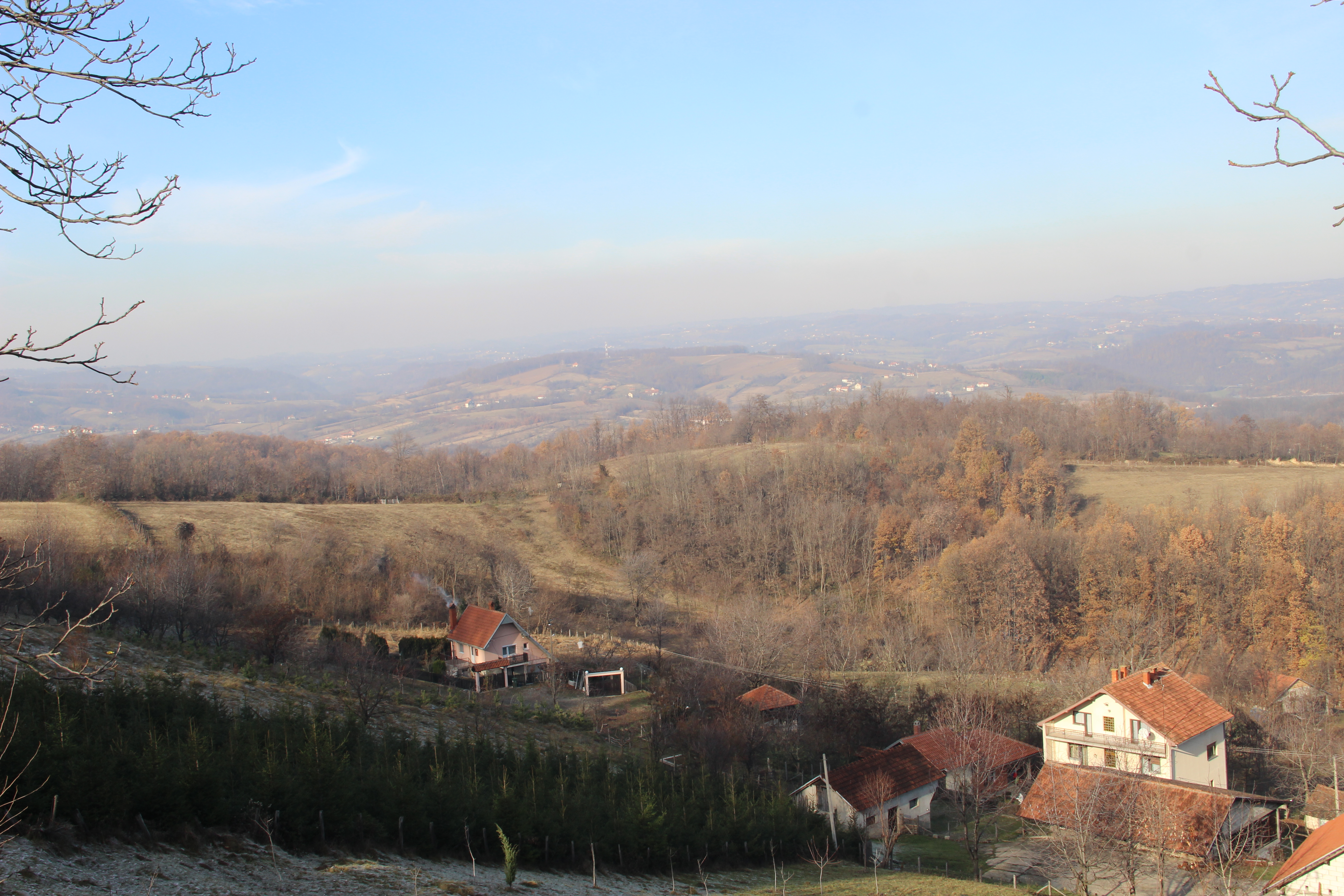
Jovanja - panorama
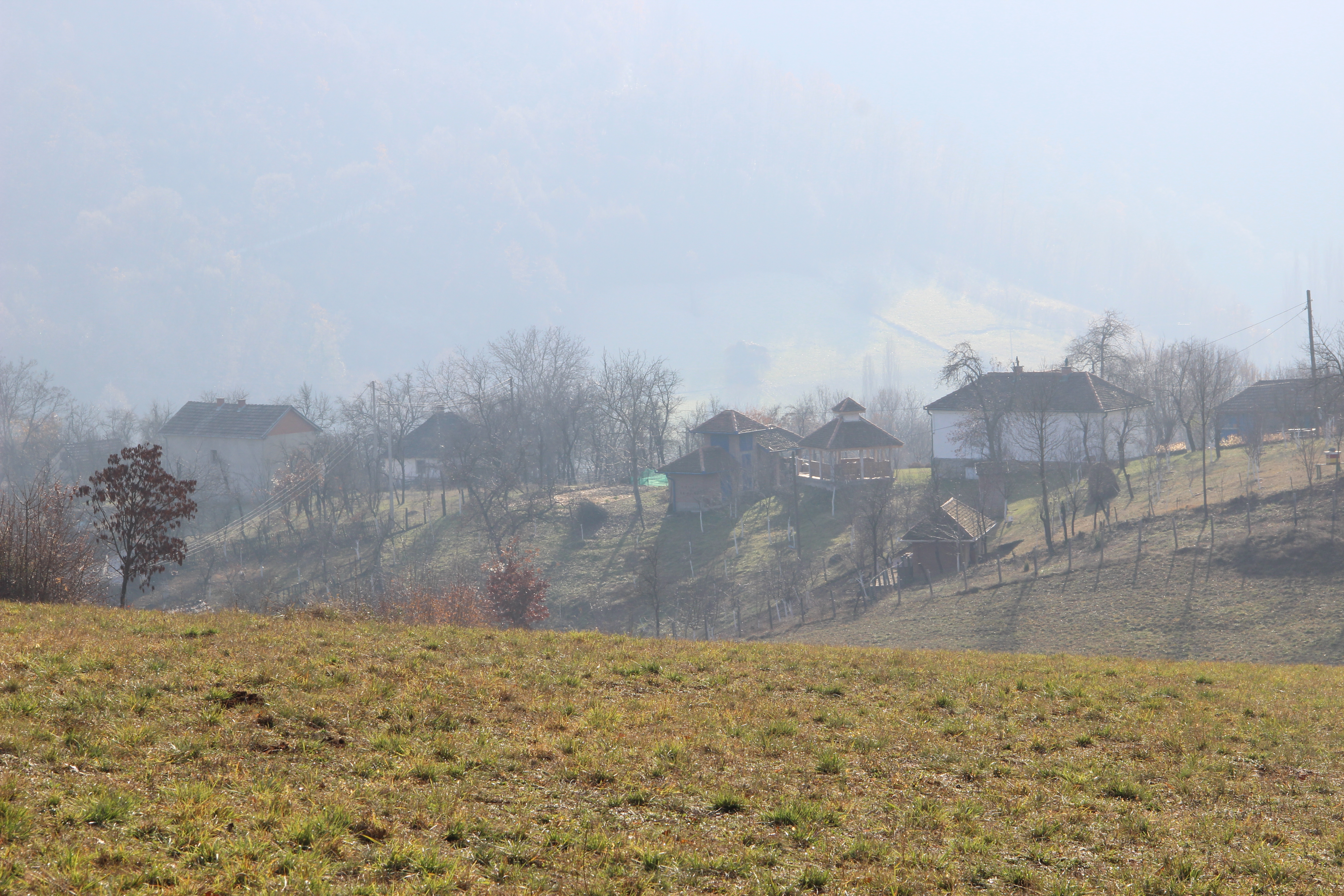
Jovanja - panorama
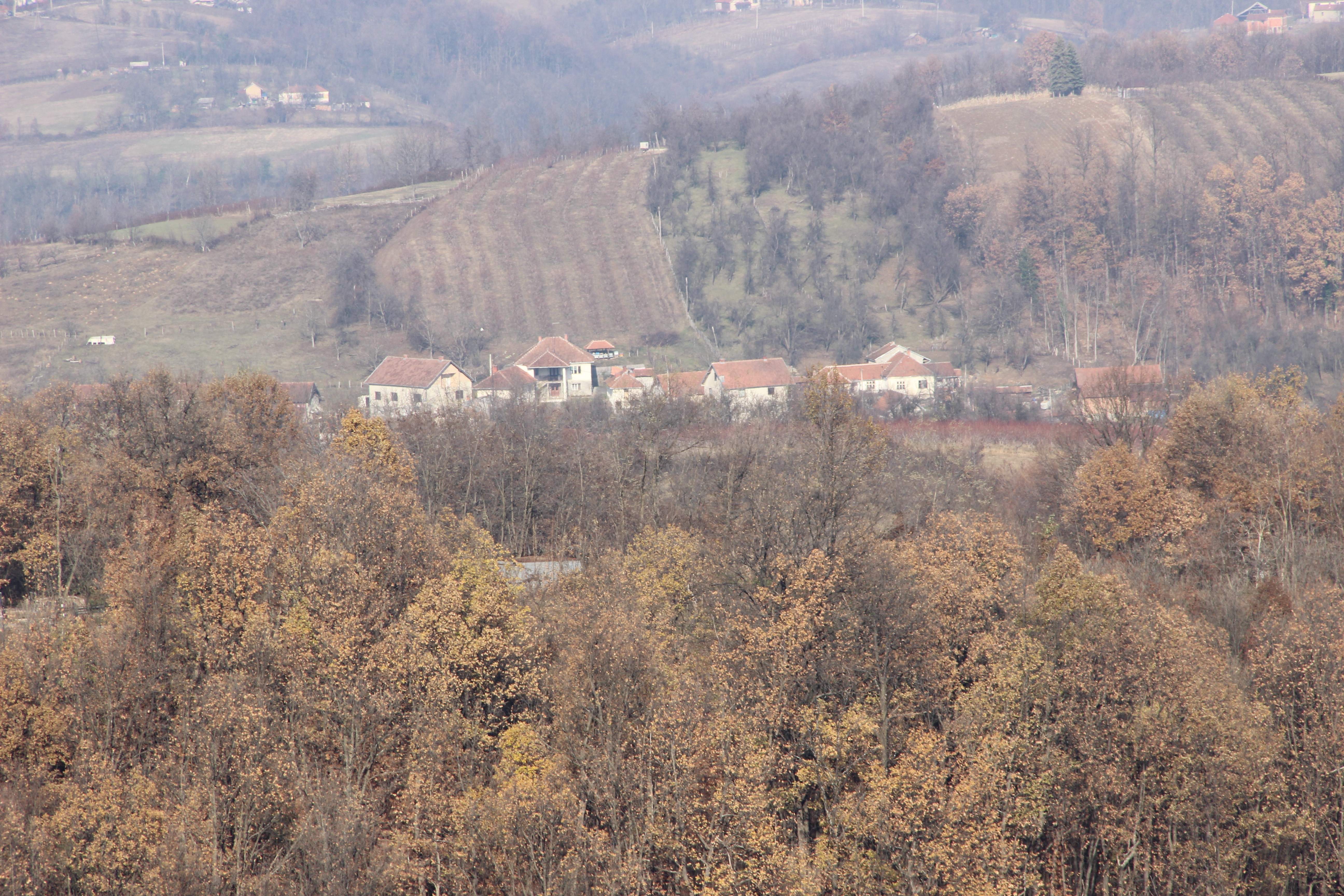
Jovanja - panorama
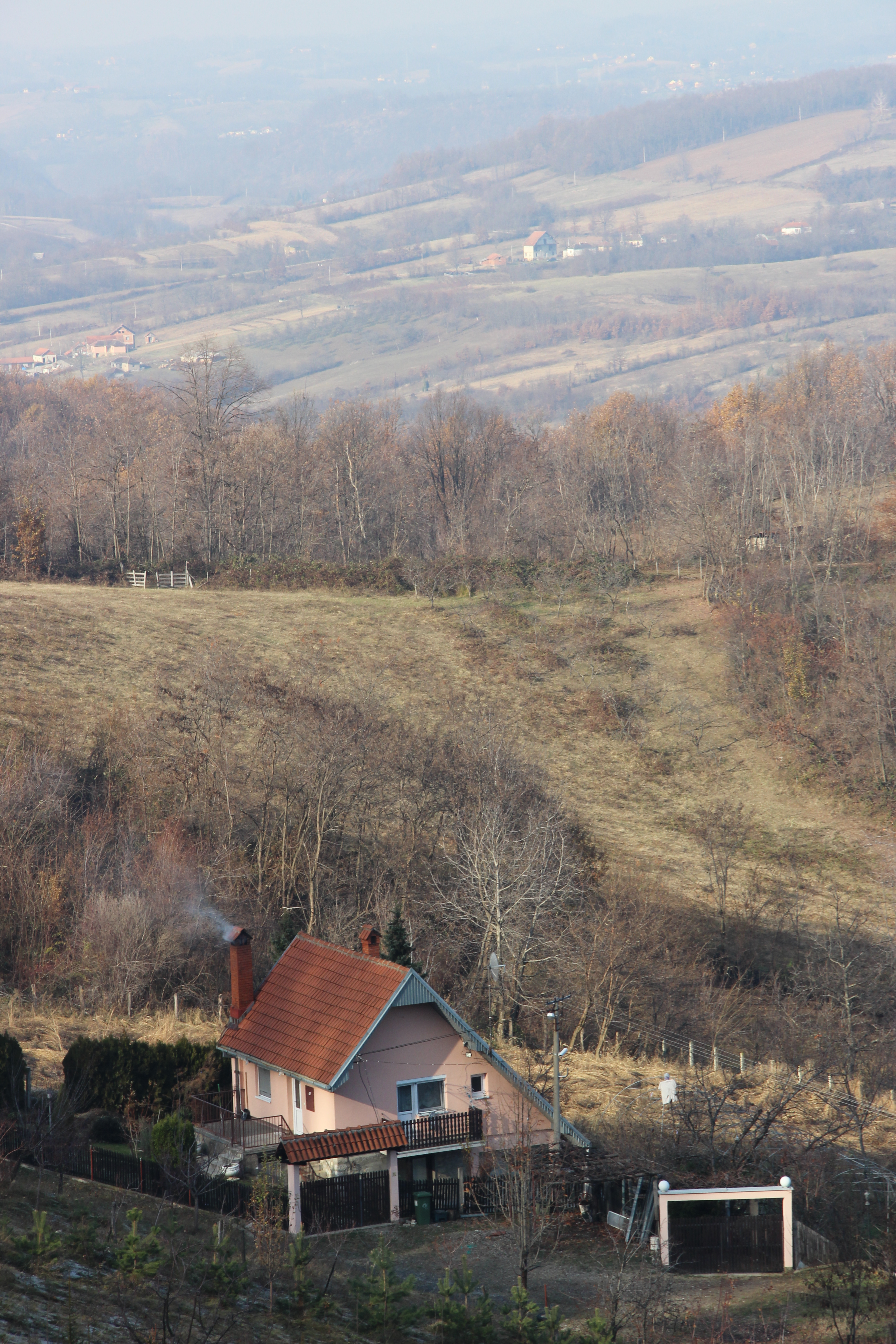
Jovanja - panorama
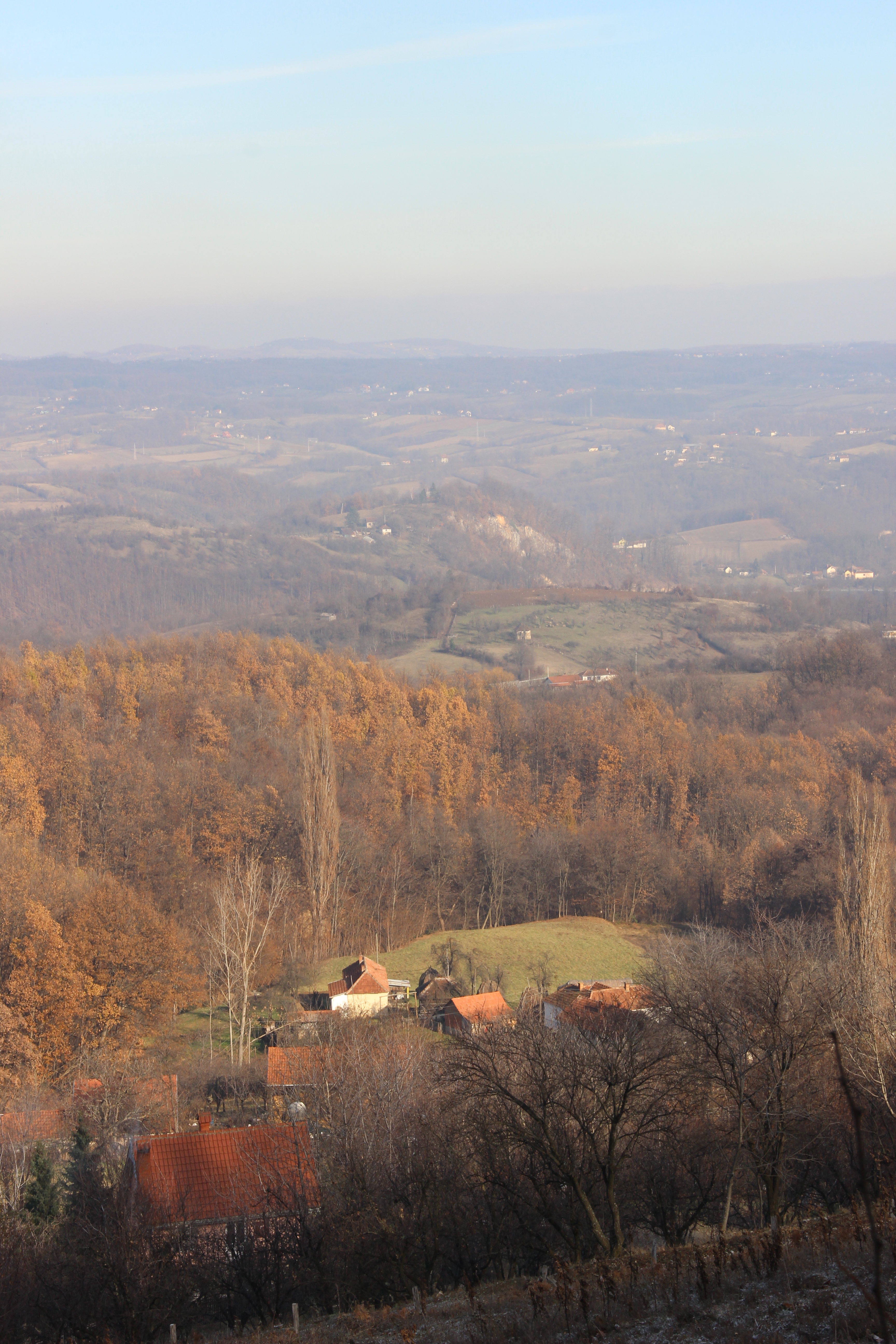
Jovanja - panorama

## Demographie
| Jahr | Einwohnerzahl |
| ---- | ------------- |
| 1948 | 573           |
| 1953 | 574           |
| 1961 | 523           |
| 1971 | 461           |
| 1981 | 408           |
| 1991 | 367           |
| 2002 | 310           |
| 2011 | 279           |

## Belege
- Knjiga 9, Stanovništvo, uporedni pregled broja stanovnika 1948, 1953, 1961, 1971, 1981, 1991, 2002, podaci po naseljima, Republički zavod za statistiku, Beograd, maj 2004, ISBN 86-84433-14-9
- Knjiga 1, Stanovništvo, nacionalna ili etnička pripadnost, podaci po naseljima, Republički zavod za statistiku, Beograd, Februar 2003, ISBN 86-84433-00-9
- Knjiga 2, Stanovništvo, pol i starost, podaci po naseljima, Republički zavod za statistiku, Beograd, Februar 2003, ISBN 86-84433-01-7